# سکوکی (استان اشوی‌داشکسیه)
سکوکی (به لهستانی: Skoki) یک منطقهٔ مسکونی در لهستان است که در گمینا منگوو واقع شده‌است. سکوکی ۳۷۰ نفر جمعیت دارد.